# Když má muž problémy
Když má muž problémy (v anglickém originále Man Trouble) je americká filmová komedie z roku 1992. Režisérem filmu je Bob Rafelson. Hlavní role ve filmu ztvárnili Jack Nicholson, Ellen Barkin, Harry Dean Stanton, Beverly D’Angelo a Michael McKean.

## Obsazení
| Jack Nicholson      | Harry Bliss       |
| Ellen Barkin        | Joan Spruance     |
| Harry Dean Stanton  | Redmond Layls     |
| Beverly D’Angelo    | Andy Ellerman     |
| Michael McKean      | Eddy Revere       |
| Saul Rubinek        | Laurence Moncreif |
| Paul Mazursky       | Lee MacGreevy     |
| Lauren Tom          | Adele Bliss       |
| Veronica Cartwright | Helen Dextra      |